# Operacja Żagiel 2010
Operacja Żagiel 2010 (ang. The Tall Ships' Races 2010) – zlot żaglowców połączony z regatami oraz imprezami okolicznościowymi, organizowany przez Sail Training Association w 2010 roku.